# امپو وورینن
ارنو ماتی یوهانی «امپو» وورینن (به فنلاندی: Erno Matti Juhani ”Emppu” Vuorinen)(زادهٔ ۲۴ ژوئن ۱۹۷۸) یک گیتاریست فنلاندی است که بیشتر به خاطر عضو مؤسس و ترانه‌سرای گروه سمفونیک متال نایت‌ویش مشهور است. توماس هالوپاینن و وورینن، نایت‌ویش را در سال ۱۹۹۶ با تاریا تورونن تأسیس کردند.
وورینن بعداز هالوپاینن تنها عضو بدون تغییر و دائمی در نایت‌ویش است. او در سن ۱۲ سالگی شروع به نواختن گیتار به عنوان یک حرفهٔ شخصی کرد و از آن زمان تاکنون در گروه‌های مختلفی از جمله نایت ویش، برادر فایرتریب، باریلاری، آلما و آلتاریا اجرا داشته است.

## زندگی‌نامه
وورینن نواختن گیتار را به عنوان سرگرمی در سن ده سالگی شروع کرد و آن را تا حرفه‌ای شدن ادامه داد. وورینن بعدها، توماس هالوپاینن را در یک کنسرت توسط Nattvindens Gråt ملاقات کرد. هنگامی که هالوپاینن نایت‌ویش را شروع کرد، از وورینن خواست که به گروه جدید بپیوندد. گروه جدید، به نام نایت‌ویش، به عنوان یک پروژه موسیقی آکوستیک شروع شد اما بعدها تغییر سبک داد.
در نایت‌ویش، وورینن در درجه اول یک نوازنده ریتم است که اغلب از کیبورد یا بخش‌های ارکستر آهنگ‌های نایت‌ویش پشتیبانی می‌کند. با این حال، او ملودی‌های اصلی و تک نوازی را نیز اجرا می‌کند. تکنوازی‌های او نسبت به اکثر گروه‌های متال، ملودیک تر است. سه آلبوم اول نایت‌ویش نسبت به آلبوم‌های بعدی‌شان دارای مقدار بیشتری از آثار لید گیتار وورینن هستند.
وورینن همچنین یک نیروی خلاق در نایت‌ویش است که با همکاری هالوپاینن آهنگ‌هایی از Oceanborn تا Dark Passion Play نوشته است. آهنگ "Whoever Brings The Night" در Dark Passion Play توسط وورینن به تنهایی نوشته شده است.

## زندگی شخصی
او بزرگ‌ترین فرزند از پنج فرزند است که یک برادر دوقلو و سه خواهر کوچکتر دارد. وورینن دارای کمربند مشکی در جودو است و یک مدال برنز از مسابقات قهرمانی جوانان نوردیک و دو مدال طلا از مسابقات قهرمانی جوانان فنلاند کسب کرده است.
وورینن یک استودیوی ضبط در شهر Kerava با Tero Kinnunen دارد و به همراه مارکو هیتالا جایزهٔ فرهنگی از شهر Kerava برای کمک‌های خود دریافت کرده‌اند. وورینن و یوکا نوالاینن قبل از نایت‌ویش در گروه‌های Ambrosia و Nidhro't با هم برنامه اجرا کرده‌اند.